# Giardino del Bobolino

Il giardino del Bobolino è un parco pubblico a Firenze appena fuori da Porta Romana, che prende il nome dal vicino giardino di Boboli, di cui non fa parte.

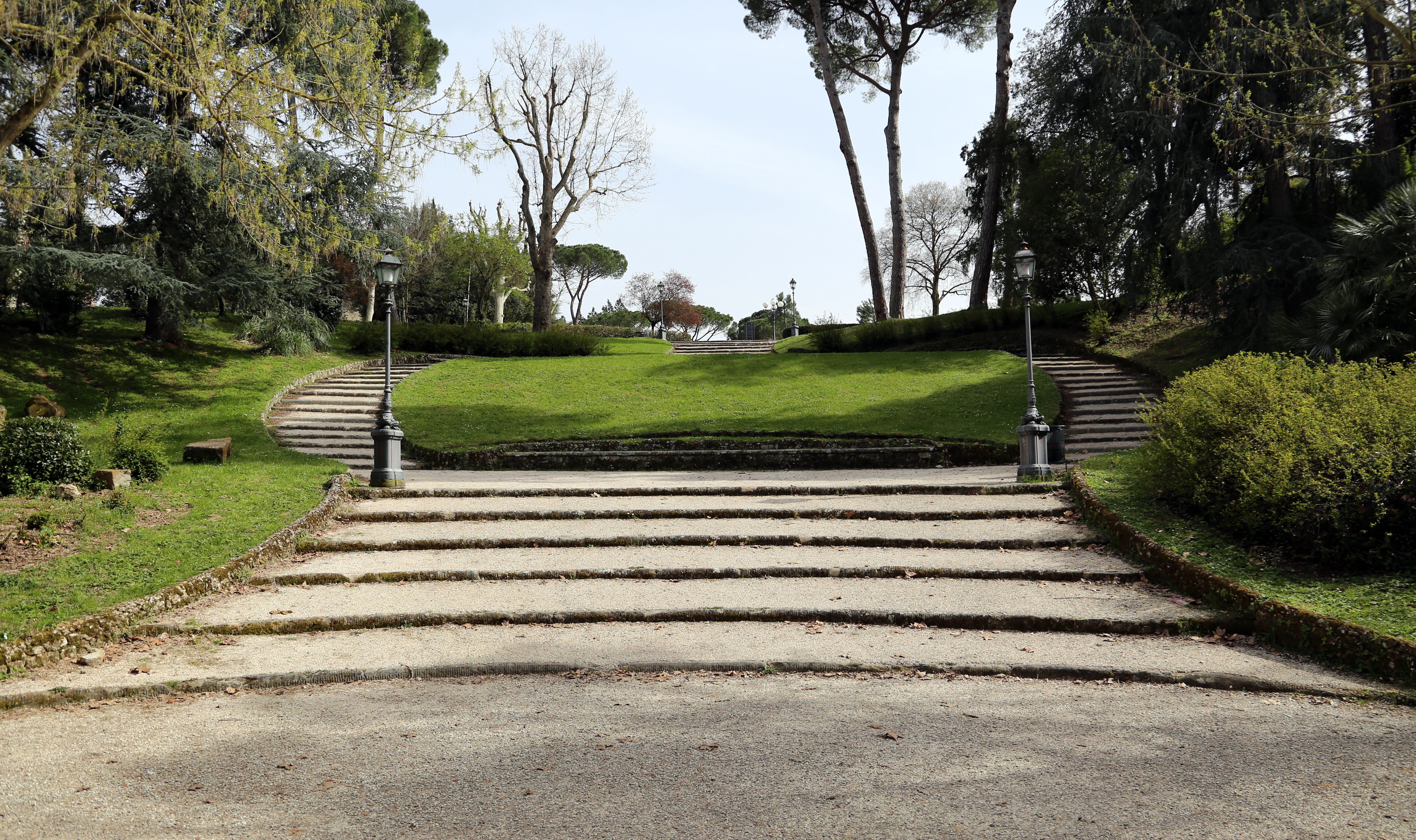
Scalinata

Si tratta di un giardino in pendenza, interamente composto da pendii erbosi, scalinate e piazzali di ghiaia che presenta alcune graziose soluzioni di arredo verde, come i sedili integrati con le aiuole, le vasche e le grotte artificiali. Le terrazze sono intervallate dalle anse dei viali dei Colli, in particolare il viale Machiavelli e le sue traverse. 

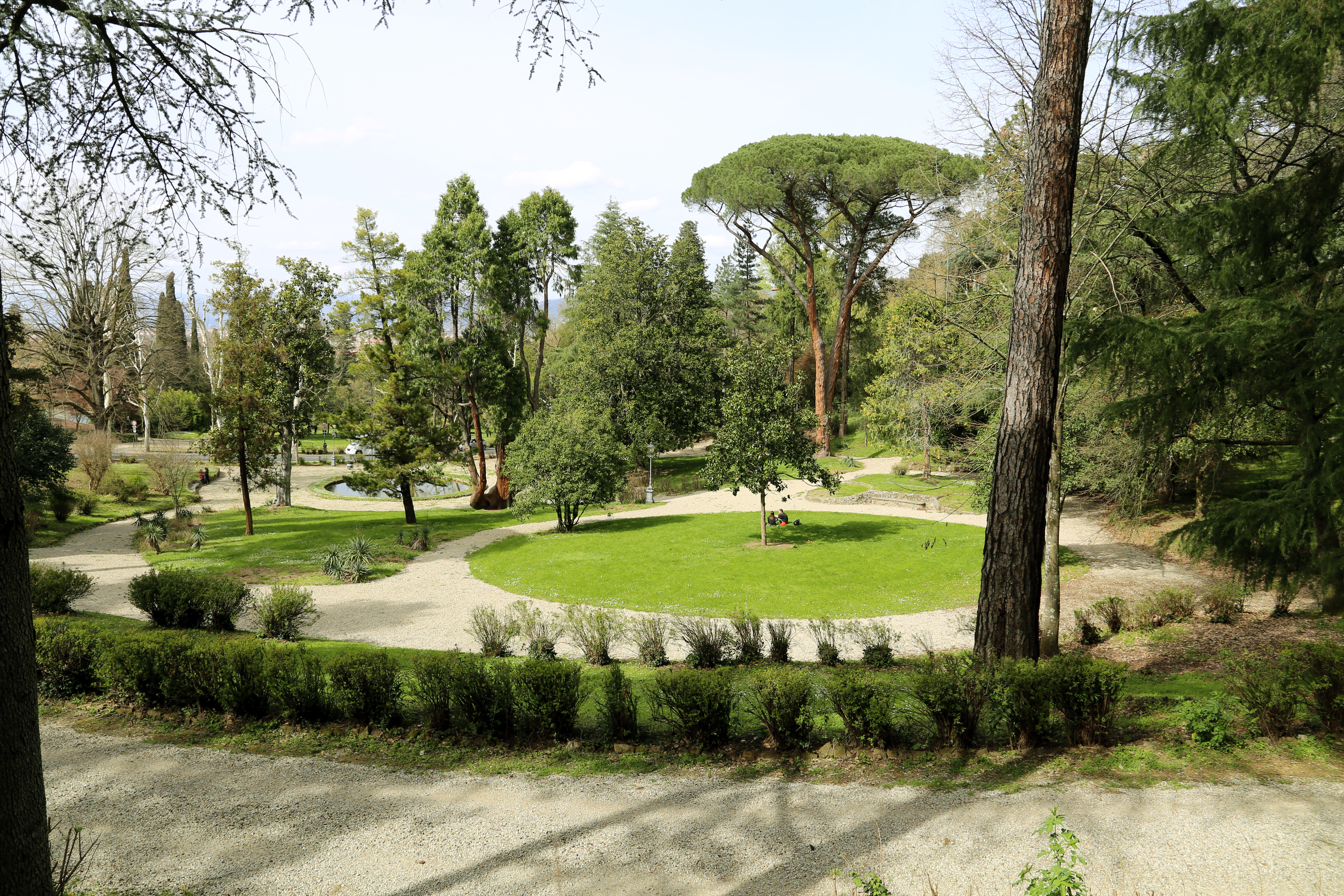
Il Bobolino

Nella parte intermedia del giardino si trova Villa Cora, trasformata oggi in hotel di lusso, dove soggiornarono l'imperatrice Eugenia e il compositore russo Pëtr Il'ič Čajkovskij. Nella parte inferiore, a fianco del giardino, si trovano alcune serre comunali.